# Рот, Георг Филипп Август фон
Георг Филипп Август фон Рот (нем. Georg Philipp August von Roth; 1783—1817) — балтийский немец, педагог; лектор Дерптского университета.

## Биография
Родился 8 (19) октября 1783 года в Дерпте; происходил из балтийских немцев, сын консисторского советника и пробста Иоганна Филиппа фон Рота и Беаты Катарины, урождённой Зеефельс (нем. Beata Katharina Seefels).
В 1802 году при открытии Дерптского университета, стал студентом богословского факультета; с 1803 по 1806 год обучался в Германии, а в 1806 году вернулся в Дерпт для завершения образования на том же факультете. Помогал отцу в издании газеты Tarto maa rahwa Näddali-Leht  (эст.), где помещались его переводы из зарубежных газет.
До 1809 года фон Рот давал частные уроки в Оденпе, а с 3 марта 1810 года состоял лектором эстонского и финского языков, сменив на этом посту пастора Фридриха Давида Ленца; в отличие от своего предшественника, его официальным титулом больше не было «лектор эстонского и финского языков», а было исключительно «лектор эстонского языка». В этой должности фон Рот прослужил до самой смерти. Он также был автором учебника эстонского языка, который использовал yf cdjb[ pfyznbz[.
Умер 15 (27) февраля 1817 года.
Все потомки фон Рота мужского пола учились в Дерптском университете на протяжении трёх поколений, где по его завещанию получали стипендию.